# Dolbeau-Mistassini
Dolbeau-Mistassini é uma cidade no norte do Quebec, no Canadá.